# Alepes
Cá lè ké (Danh pháp khoa học: Alepes) là một chi cá biển trong họ Cá khế. Là các loài bản địa trong vùng biển Thái Bình Dương, chúng sống trong phạm vi 12 hải lý.

## Các loài
- Alepes apercna E. M. Grant, 1987 (Smallmouth scad)
- Alepes djedaba (Forsskål, 1775) (Shrimp scad)
- Alepes kleinii (Bloch, 1793) (Razorbelly scad)
- Alepes melanoptera (Swainson, 1839) (Blackfin scad)
- Alepes vari (G. Cuvier, 1833) (Herring scad)